# Queer Lion 2009

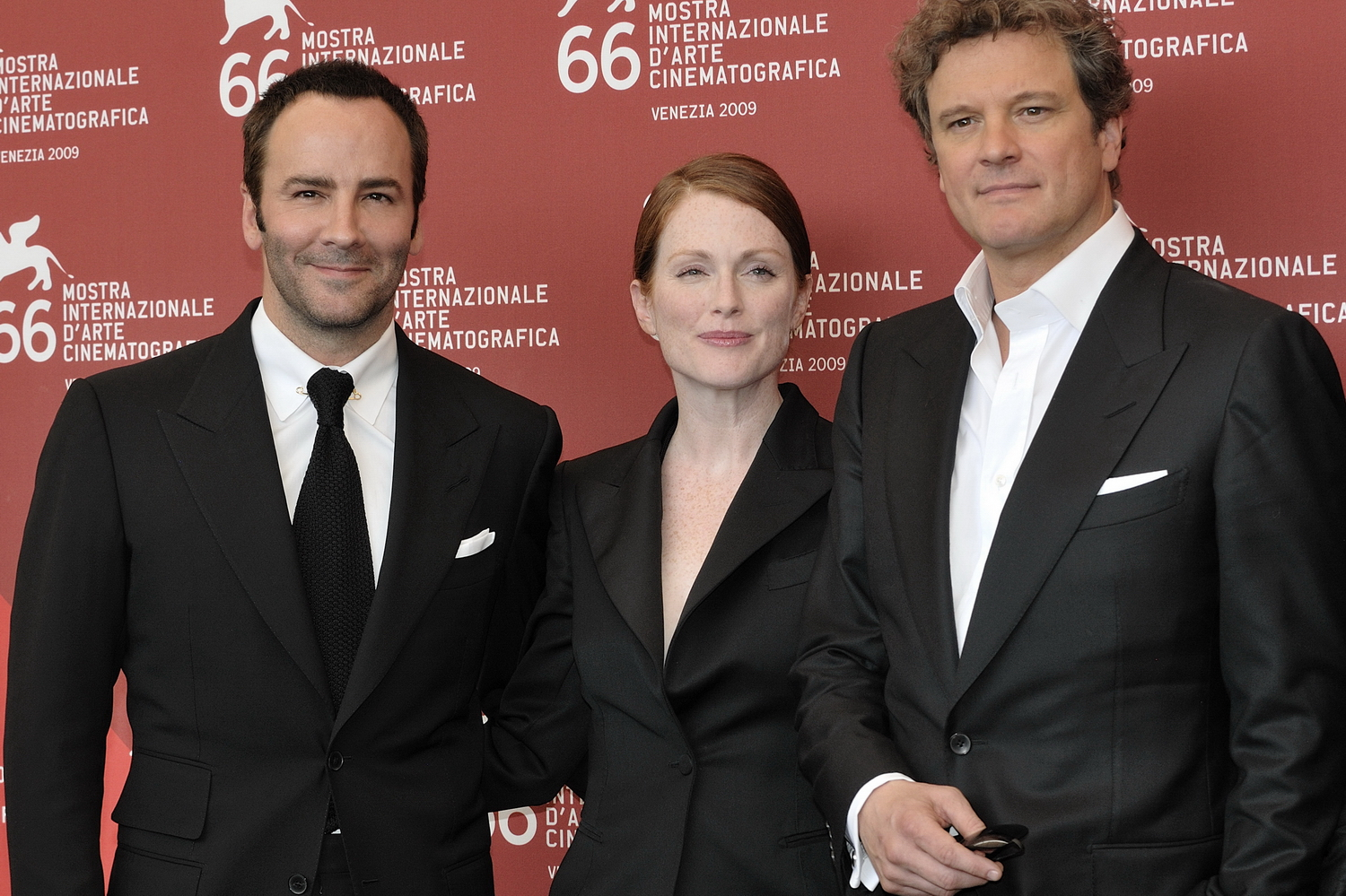
Colin Firth, Julianne Moore, Matthew Goode ed il regista Tom Ford per il film vincitore del Queer Lion: A Single Man.

Il Queer Lion 2009, noto anche come Leone al cinema gay, è stata la terza edizione del premio cinematografico assegnato al "Miglior Film con Tematiche Omosessuali & Queer Culture" tra quelli presenti alla 66ª Mostra internazionale d'arte cinematografica di Venezia. Il premio è stato vinto da A Single Man,  film d'esordio del regista e stilista Tom Ford. Il Queer Lion Award alla Carriera è stato consegnato a Ang Lee.

## Giuria
La giuria è stata composta da cinque membri di cui due copresidenti.
- Gustav Hofer (copresidente)
- Luca Ragazzi (copresidente)
- Mark Smith
- Peter Marcias
- Roberto Schinardi

## Palmarès del 3° Queer Lion

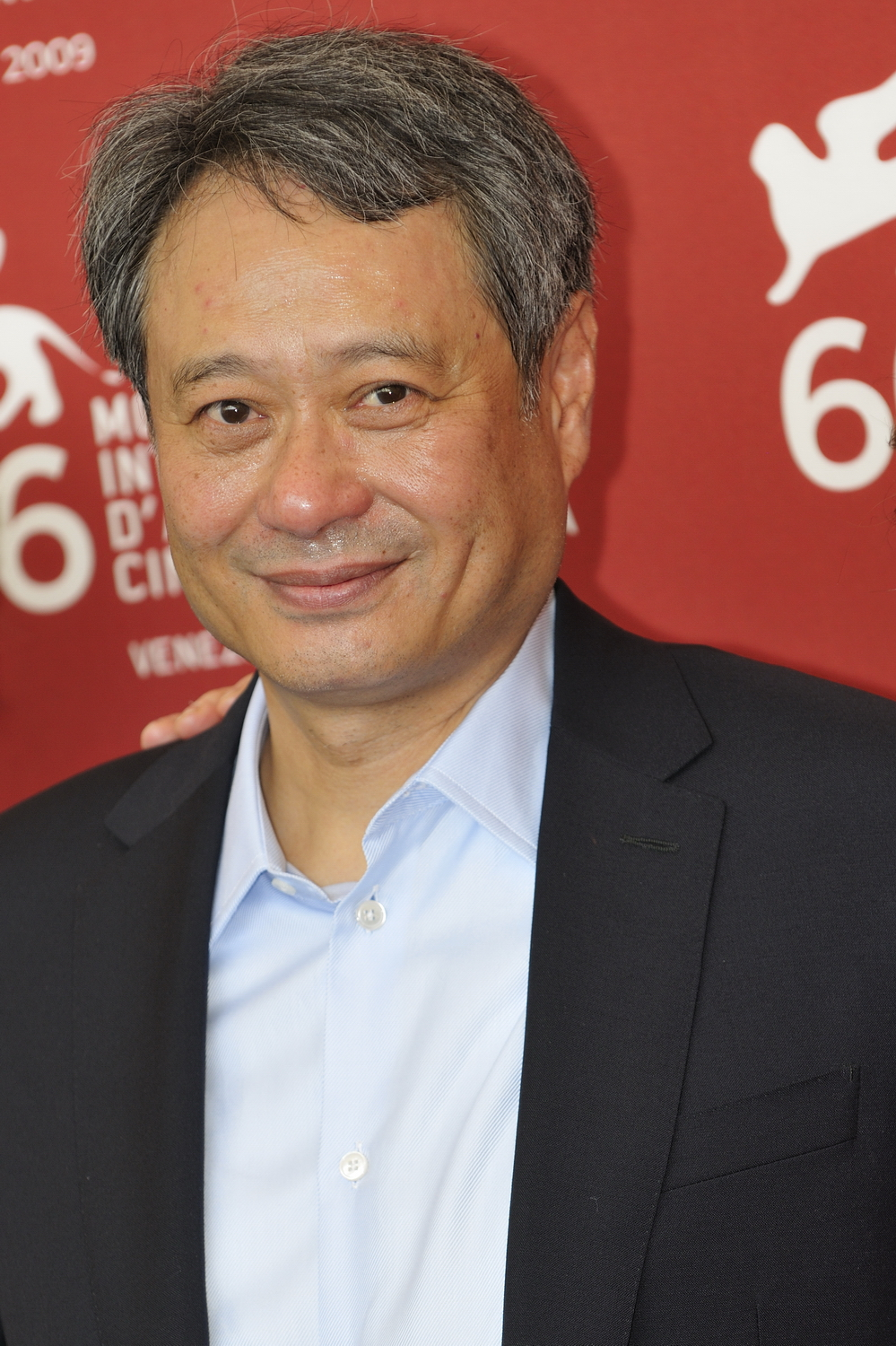
Ang Lee, vincitore del Queer Lion Award alla Carriera.

- A Single Man di Tom Ford (Usa 2009, 99'): Queer Lion Award
- Ang Lee: Queer Lion Award alla Carriera

## Tutti i film GLBT
- G: tematica o interesse gay centrale.
- g: tematica o interesse gay parziale.
- L: tematica o interesse lesbica centrale.
- l: tematica o interesse lesbica parziale.
- T: tematica o interesse transgender centrale.
- t: tematica o interesse transgender parziale.
- Q: tematica o interesse queer centrale.
- q: tematica o interesse queer parziale.

### Venezia 66
- A Single Man di Tom Ford (Usa 2009, 99') – G
- Persécution (Persecution) di Patrice Chéreau (Francia 2009, 100') – G
- Perdona e dimentica (Life During Wartime) di Todd Solondz (Usa 2009, 96') – g
- Lei wangzi (Prince of Tears) di Yonfan (Hong Kong, 2009, 120') – l
- Survival of the Dead di George A. Romero (Usa 2009, 90') – l

### Fuori Concorso
- Great Directors di Angela Ismailos (Usa 2009, 90') – Q
- L'oro di Cuba di Giuliano Montaldo (Italia 2009, 74') – q
- Valhalla Rising - Regno di sangue di Nicolas Winding Refn (Danimarca 2009, 90')

### Orizzonti
- Choi voi (Adrift) di Thac Chuyen Bui (Vietnam 2009, 110') – l
- Io sono l'amore (I Am Love) di Luca Guadagnino (Italia 2009, 120') – L
- Villalobos di Romuald Karmakar (Germania 2009, 125') – q
- Repo Chick di Alex Cox (Usa 2009, 90') – Q
- Pepperminta di Pipilotti Rist (Svizzera/Austria 2009, 80') - l

### Controcampo Italiano
- Il compleanno (David's Birthday) di Marco Filiberti (Italia 2009, 106') - G
- Poeti di Toni D’Angelo (Italia 2009, 69') – Q

### Corto Cortissimo
- Sinner di Meni Philip (Israele 2009, 28') – G

### 6. Giornate degli Autori
- Apan - the Ape di Jesper Ganslandt (Svezia 2009, 81') – g
- L’amore e basta di Stefano Consiglio (Italia 2009, 75') – G
- Gordos di Daniel Sánchez-Arévalo (Spagna 2009, 121') – G
- Qu’un seul tienne et les autres suivront (Silent Voices) di Léa Fehner (Francia 2009, 119') – g
- Cella 211 (Celda 211) di Daniel Monzón (Spagna/Francia 2009, 111')

### 24. Settimana Internazionale della Critica
- Domaine di Patric Chiha (Francia/Austria 2009, 110') – G
- Good Morning Aman di Claudio Noce (Italia 2009, 103')

### Questi fantasmi 2: cinema italiano ritrovato
- La nave delle donne maledette di Raffaello Matarazzo (Italia 1954, 94') – l
- Morte di un amico di Franco Rossi (Italia 1959, 86') – g
- Nudi per vivere di Elio Montesti (Italia 1964, 90') – q
- Il tramontana di Adriano Barbano (Italia 1965, 80') – g